# Lorumpiercing
Een lorum is een genitale piercing voor mannen en wordt horizontaal geplaatst, waar de penis en het scrotum aan elkaar grenzen. De naam is een samentrekking van low (laag) en frenum, omdat de lorum eigenlijk een laag geplaatste frenumpiercing is.